# Вінні Шоу
Вінні Шоу (англ. Winnie Shaw; 18 січня 1947 — 30 березня 1992) — колишня британська тенісистка.
Найвищим досягненням на турнірах Великого шолома були фінали в парному та змішаному парному розрядах.

## Фінали турнірів Великого шолома

### Парний розряд (1 поразка)
| Результат | Рік  | Турнір                      | Покриття | Партнерка   | Суперниці                   | Рахунок  |
| --------- | ---- | --------------------------- | -------- | ----------- | --------------------------- | -------- |
| Поразка   | 1972 | Відкритий чемпіонат Франції | Ґрунт    | Нелл Трумен | Біллі Джин Кінг Бетті Стеве | 1–6, 2–6 |

### Мікст (1 поразка)
| Результат | Рік  | Турнір                      | Покриття | Партнерка    | Суперниці                     | Рахунок  |
| --------- | ---- | --------------------------- | -------- | ------------ | ----------------------------- | -------- |
| Поразка   | 1971 | Відкритий чемпіонат Франції | Ґрунт    | Лейус Тоомас | Франсуаз Дюрр Жан-Клод Баркле | 2–6, 4–6 |